# Portunoidea
Portunoidea é uma superfamília de caranguejos (Brachyura) que inclui a família Portunidae, os caranguejos nadadores, e um número variável de famílias adicionais, o qual tem vindo a ser alterado em função dos dados obtidos em análises de filogenética molecular.

## Classificação
Os membros do grupos taxonómico Portunoidea são parentes próximos dos Xanthoidea, razão pela qual as famílias Hexapodidae e Mathildellidae, geralamente incluídas neste último grupo, são por vezes incluídas entre os Portunoidea, enquanto os caranguejos pelágicos (Geryonidae) que são geralmente incluídos nos Portunoidea são por vezes considerados parte dos Xanthoidea. Todos os Portunoidea são marinhos, com a notável excepção da família Trichodactylidae, por vezes incluída no grupo, que inclui exclusivamente caranguejos de água doce.
Embora a lista varie com as sinopses, parecem ser 11 as famílias que integram a superfamília Portunoidea, sendo que 4 são consideradas como extintas:
- Carcinidae
- Carcineretidae (extinta)
- Catoptridae
- Geryonidae
- Lithophylacidae (extinta)
- Longusorbiidae (extinta)
- Macropipidae
- Pirimelidae
- Portunidae
- Psammocarcinidae (extinta)
- Thiidae

## Referêncis
1. 1 2 3  Sammy De Grave; N. Dean Pentcheff; Shane T. Ahyong;  et al. (2009). «A classification of living and fossil genera of decapod crustaceans» (PDF). Raffles Bulletin of Zoology. Suppl. 21: 1–109
2. ↑  Hiroaki Karasawa & Carrie E. Schweitzer (2006). «A new classification of the Xanthoidea sensu lato (Crustacea: Decapoda: Brachyura) based on phylogenetic analysis and traditional systematics and evaluation of all fossil Xanthoidea sensu lato.». Contributions to Zoology. 75 (1/2): 23–73